# کایتو کاواهارا
کایتو کاواهارا (ژاپنی: 桑原 海人؛ زادهٔ ۵ اکتبر ۲۰۰۰) یک بازیکن فوتبال اهل ژاپن است.
از باشگاه‌هایی که در آن بازی کرده‌است می‌توان به باشگاه فوتبال آویسپا فوکوئوکا اشاره کرد.